# Park Yong-Wook
Park Yong-Wook, 41 anos, é um ex-jogador profissional de StarCraft da Coreia do Sul que jogava com o nick Kingdom. Ele já se aposentou e se tornou um comentarista.
Kingdom, apelidado de "Devil Toss" ("Demônio Toss"), foi um dos melhores jogadores Protoss vs Protoss do mundo. Apesar de ter vencido apenas uma única OSL, ele é conhecido pelo controle técnico de suas unidades. Park saiu do top 20 dos melhores jogadores em 2006, e se aposentou com uma lesão no braço. Ele foi treinador do time SKT1 por um pequeno período, mas desistiu para se tornar um comentarista.